# Padrťské údolí
Padrťské údolí v Brdech se táhne v délce 10,5 km ve směru sever–jih nejdříve úzké a zahloubené, od loveckého zámečku Tři Trubky. Po 3,5 km se však v oblasti bývalých obcí Padrť, Přední Záběhlá a Zadní Záběhlá rozšiřuje do tzv. Padrťských plání (nyní již nevyužívaná cílová plocha střelnice), která je až na okraje prakticky bezlesá. Zde leží protáhlý Dolejší Padrťský rybník (65 ha). Ten jen hrází sousedí s jižnějším a větším Hořejším Padrťským rybníkem, který je daleko nejrozsáhlejší vodní plochou v Brdské vrchovině (115 ha). Je již ze všech stran (kromě severní) obklopen lesy. Údolí odtud pak mírně stoupá do svého závěru, který tvoří bezejmenné sedlo (695 m) u obce Teslíny a vrchy Sklář (701 m) a bezejmenná kóta 718,8 m.
Z východu je údolí obklopeno hradbou vrchů Jahodová hora (726 m), Červený vrch (770 m), Praha, Malý Paterák (795 m) a Kočka (790 m). Od západu je to Okrouhlík s působivými skalními útvary nedaleko vrcholu, Palcíř a Kamenná.
Údolím protéká Klabava, do které se vlévá výtok z Dolejšího rybníka. U Tří Trubek přijímá zprava Třítrubecký potok, stáčí se k severozápadu a posléze ve Strašicích k jihozápadu. U obce Chrást se vlévá do Berounky. Potok (říčka) je pověstný svým kolísavým vodním stavem, časté povodně působí mnohdy značné škody ve střední a dolní části jeho toku.
Více než 2/3 údolí náleží do geomorfologického okrsku Třemšínská vrchovina, zbývající část (ohraničená Kamennou, Kočkou, Malým Paterákem a Červeným vrchem) pak náleží do Třemošenské vrchoviny.

## Galerie

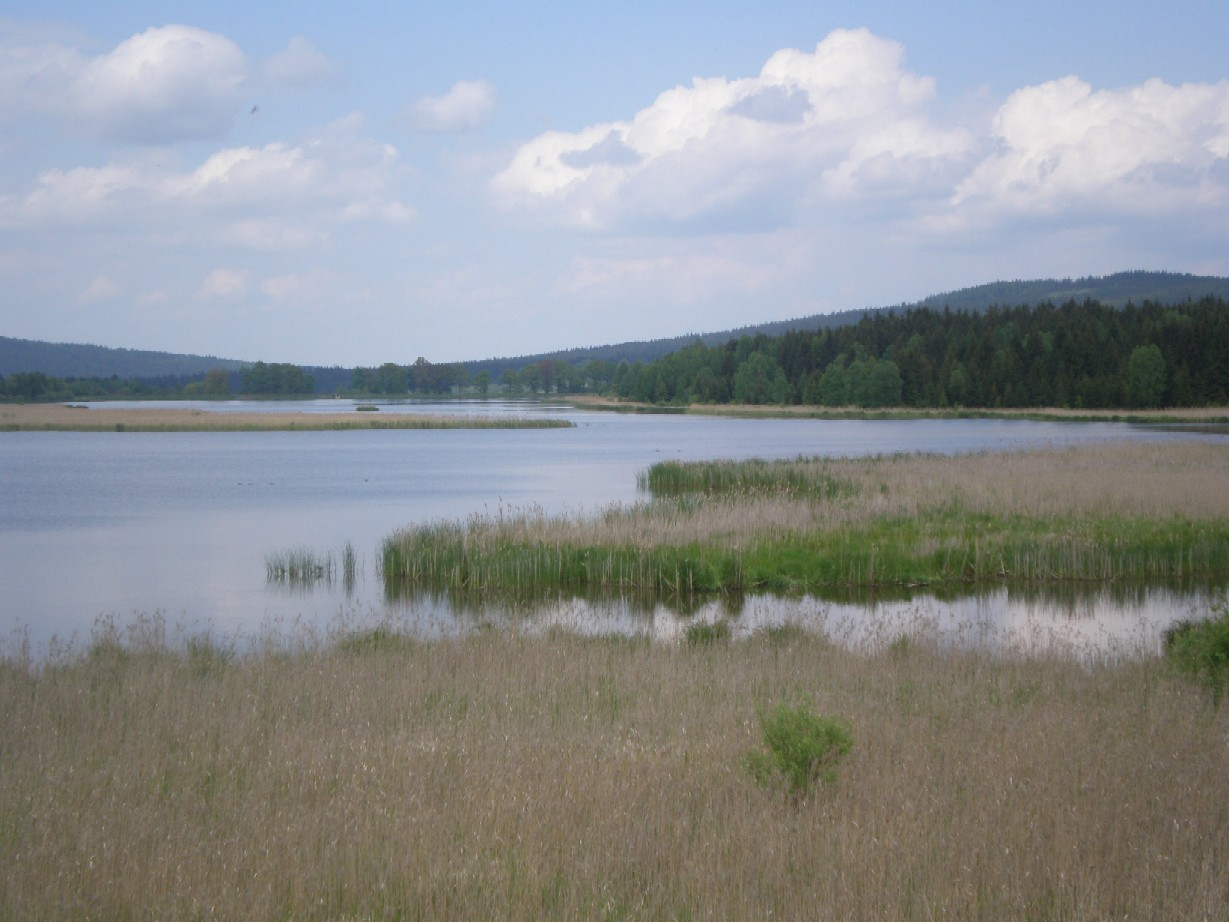
Dolejší Padrťský rybník
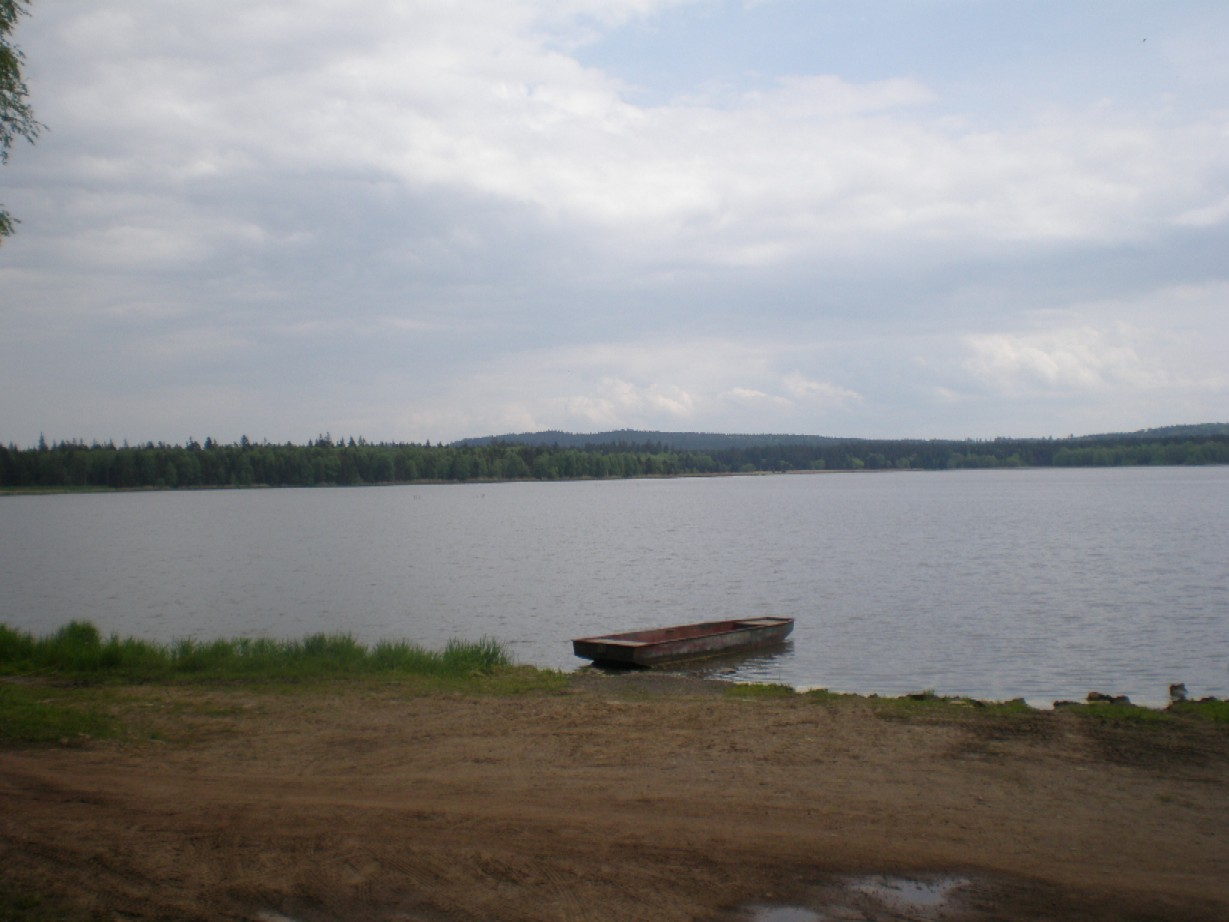
Hořejší Padrťský rybník
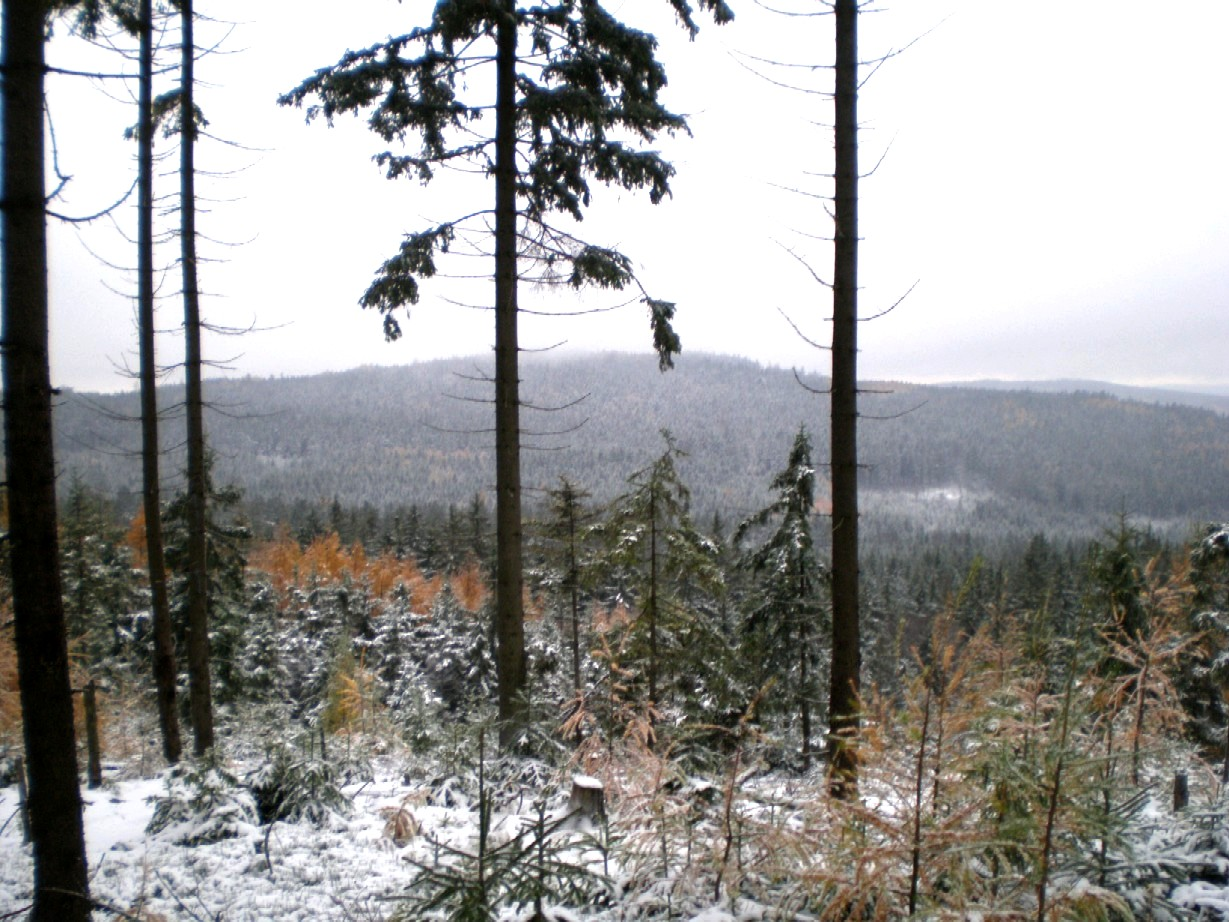
Kočka (789 m) a Kamenná (735 m)
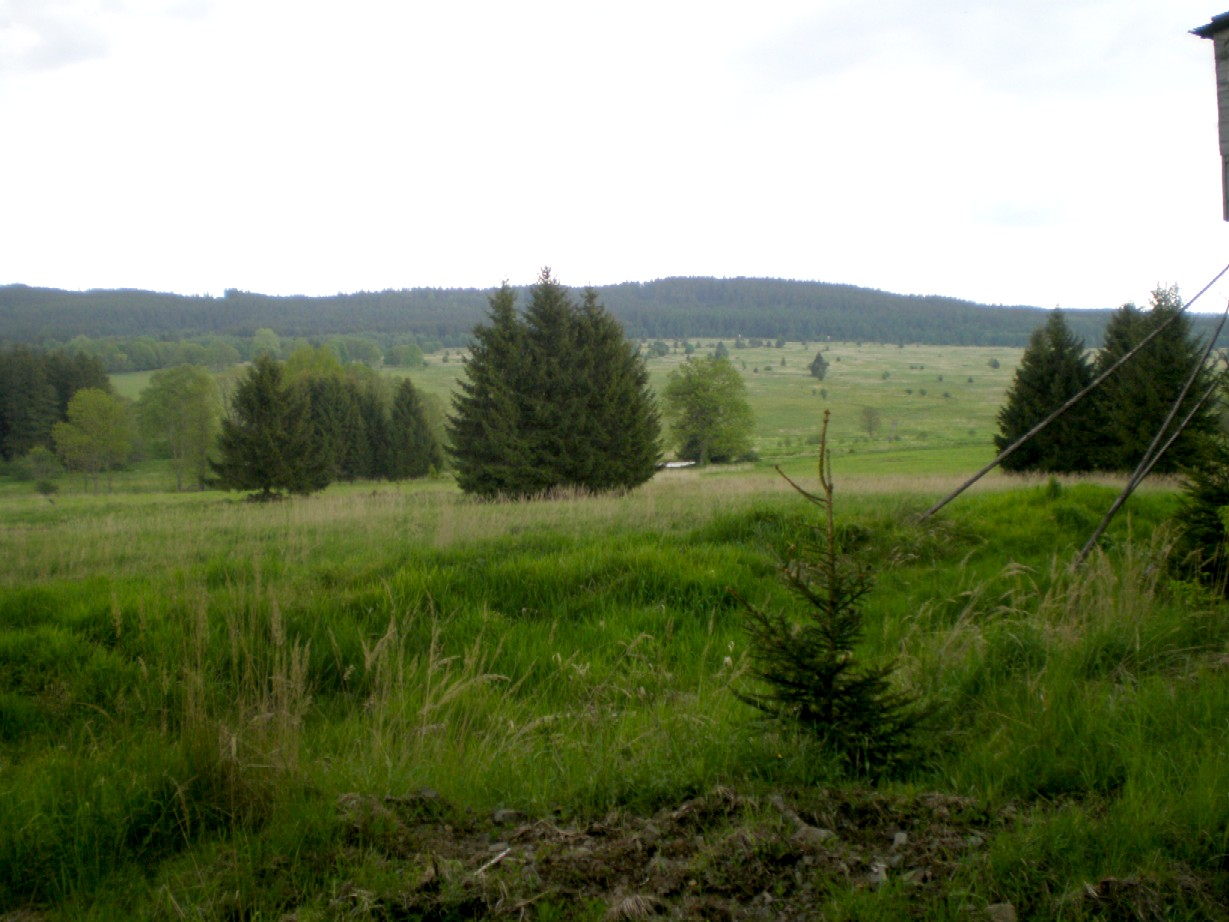
Padrťské pláně
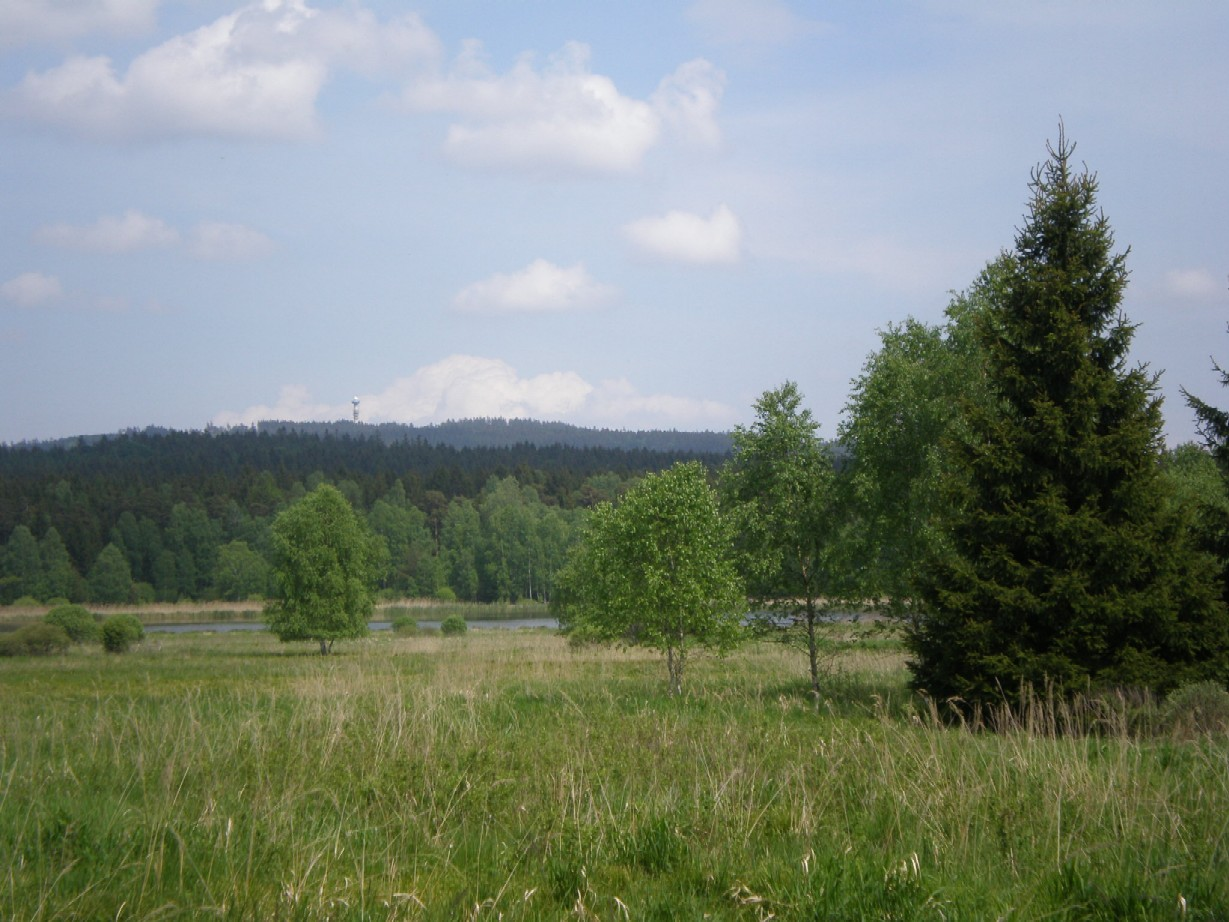
Praha (862m) nad Padrtí
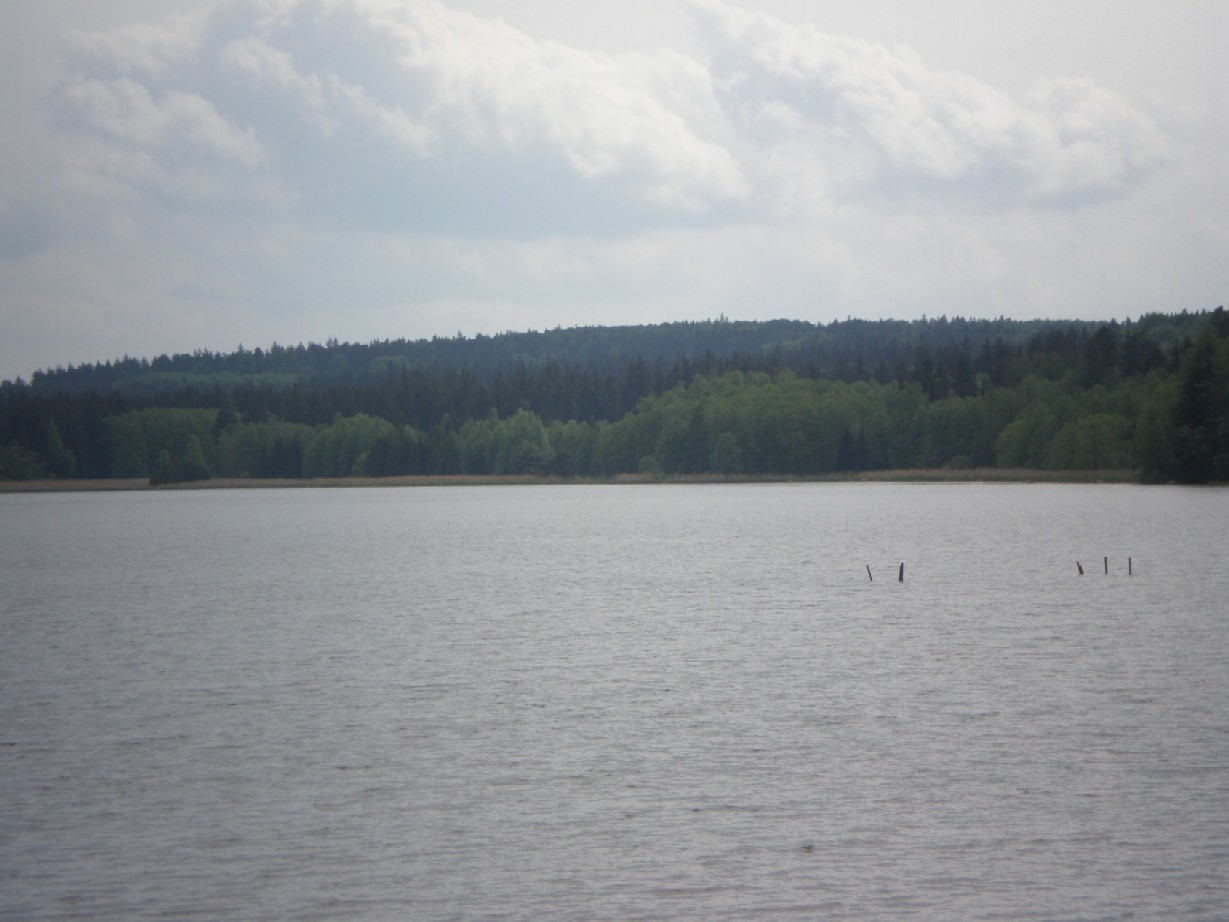
Kóta 718,8 m od Hořejšího Padrťského rybníka
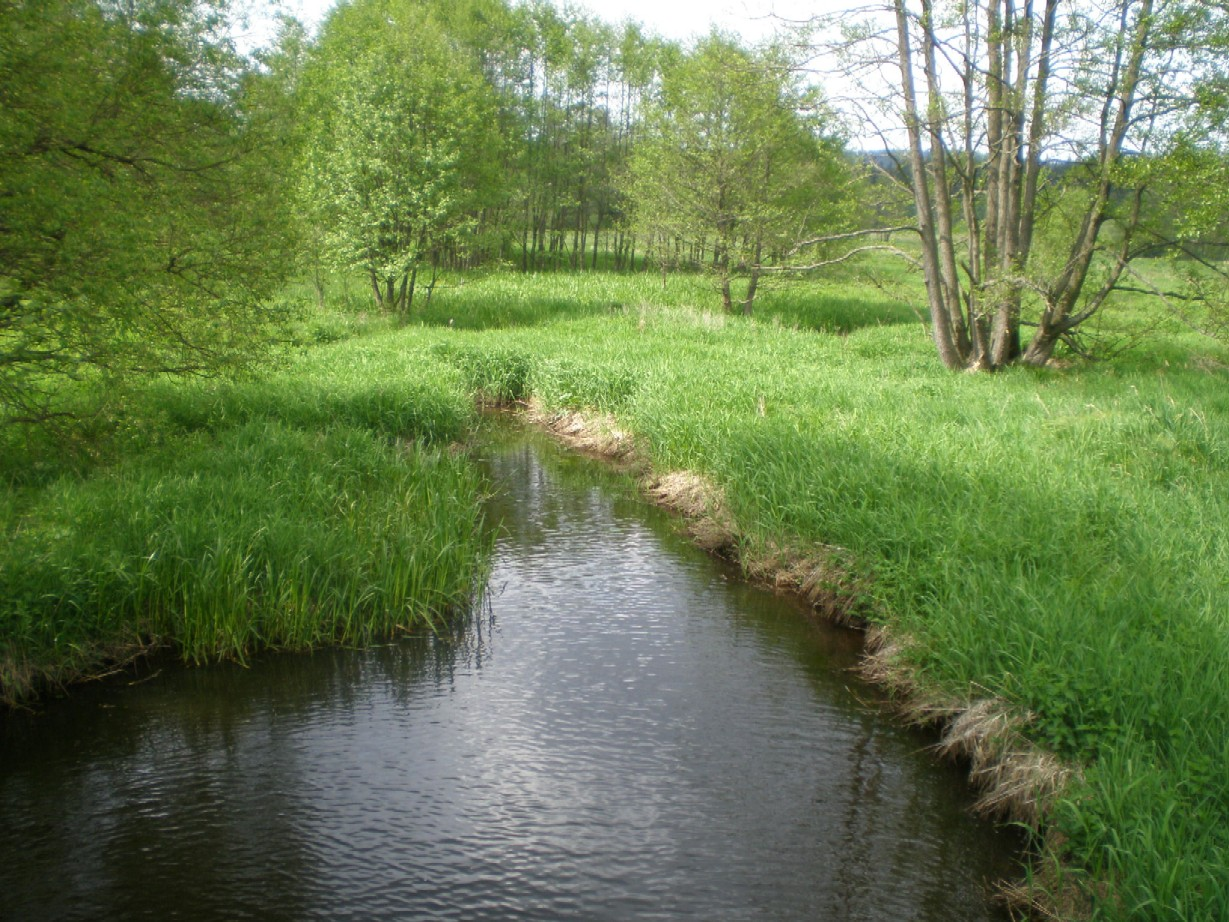
Padrťský potok
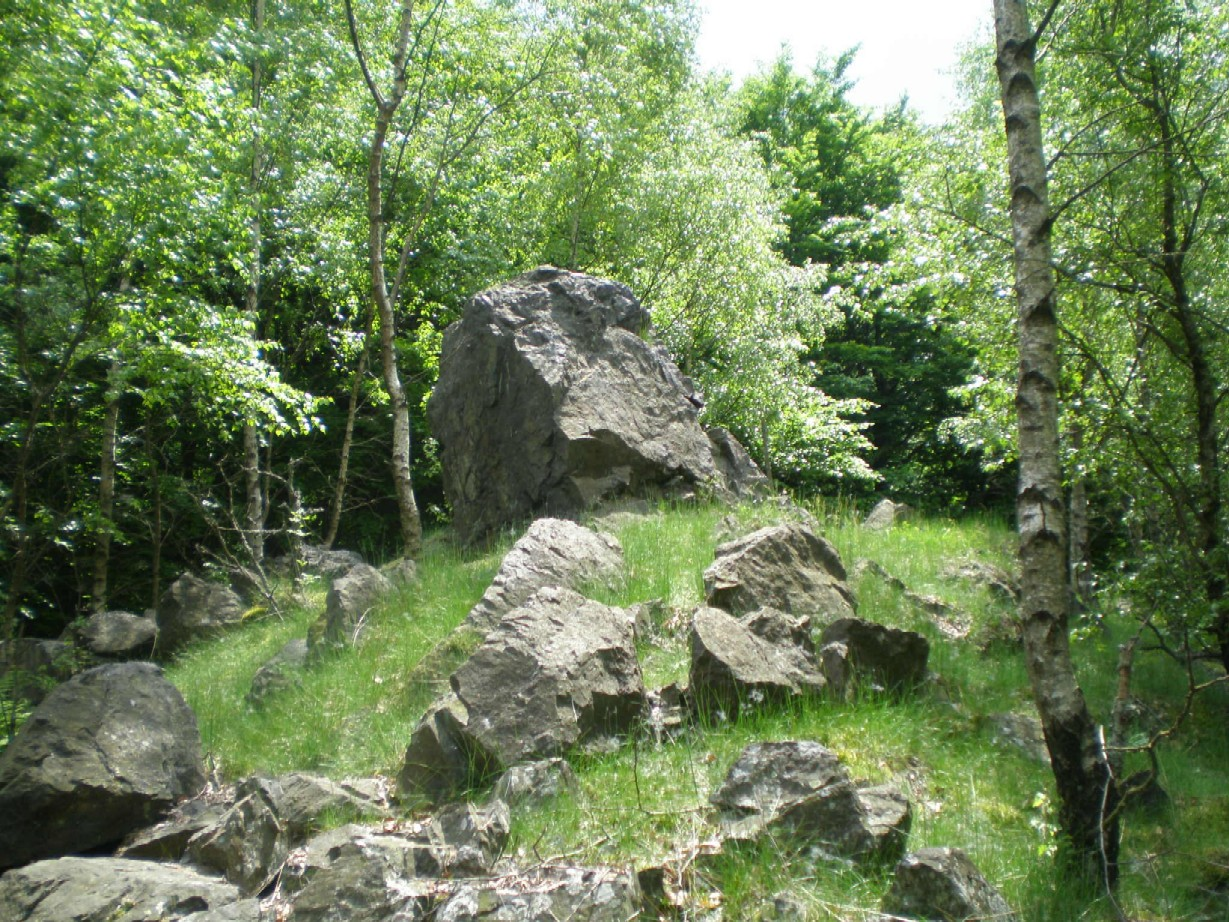
Palcíř
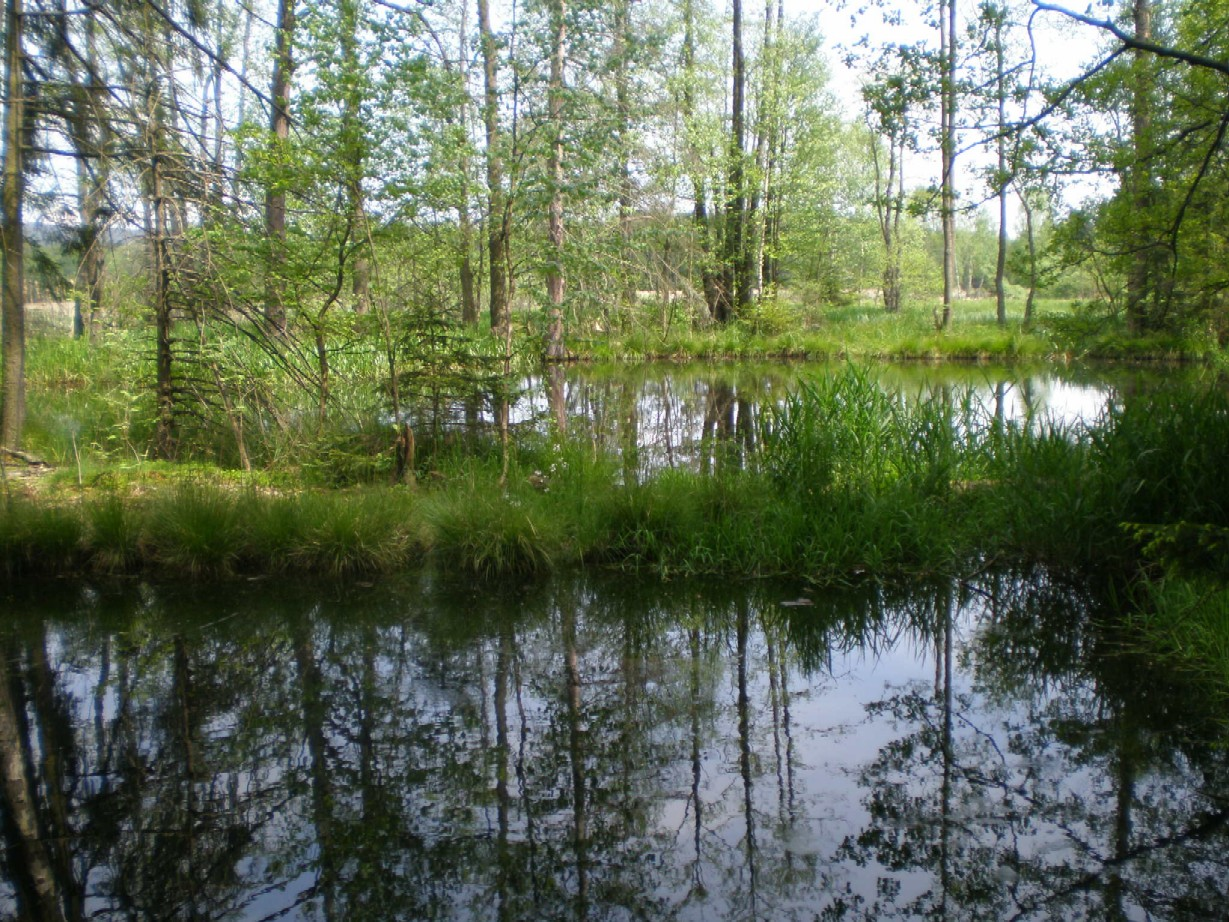
Mokřady na Padrti

## Zajímavosti

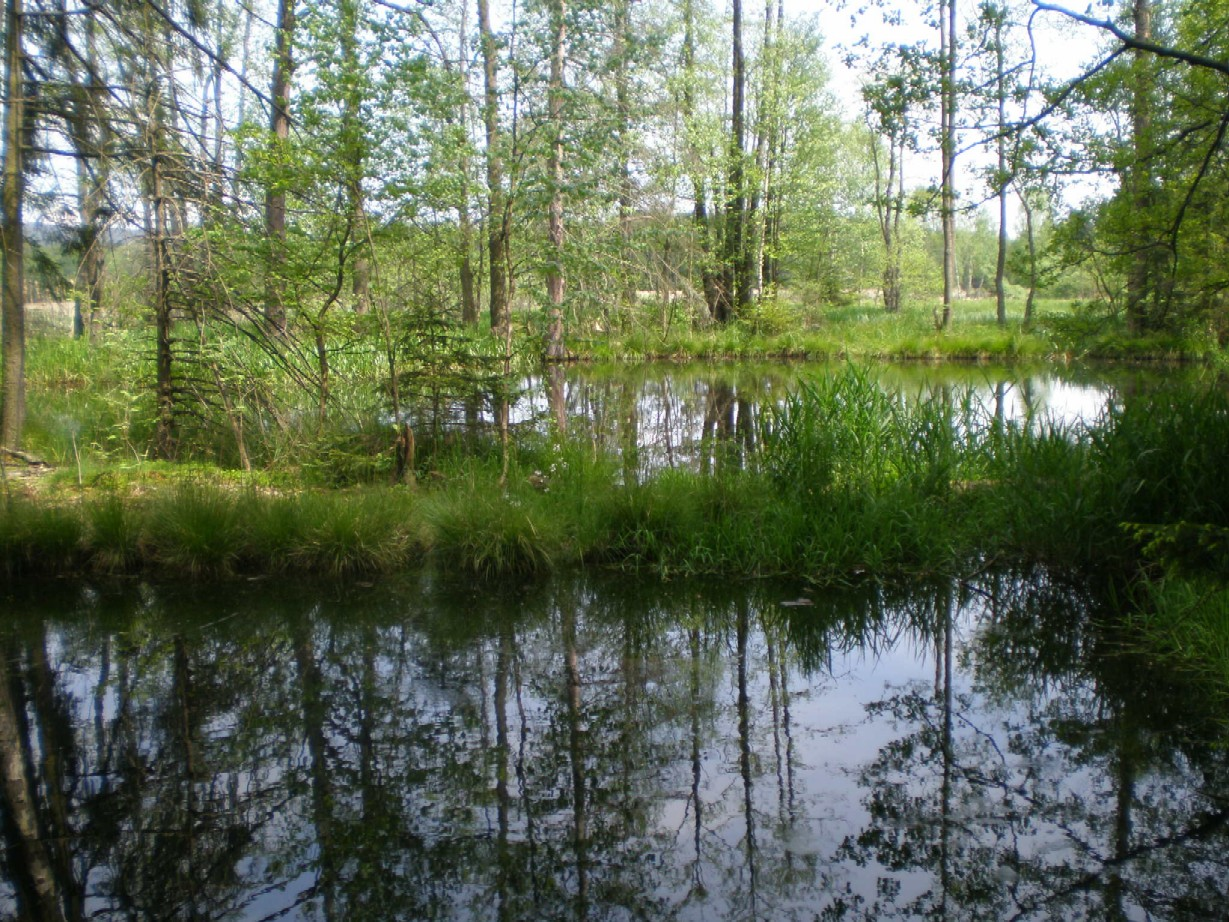

- Oblast Padrti (cca 940 ha) je navržena v soustavě Natura 2000 k vyhlášení přírodní rezervací (přirozené podmáčené smrčiny v oblasti Padrťských rybníků, řada chráněných a ohrožených druhů fauny – orel mořský, bekasina otavní, čáp černý, vydra – i flóry).
- Ústí údolí do Třítrubeckého údolí je ze západu i východu obklopeno zvláštními geomorfologickými útvary, tzv. skládanými skalami. Východní se jmenuje Chocholatá skála, větší západní pak Skládaná skála.
- Na Padrťském a Třítrubeckém potoce se nachází je významná populace raka kamenáče. Ta je v současnosti velmi ohrožována nepůvodním minkem (norkem americkým), který se zde značně rozmnožil.
- Bezejmenný vrch o kótě 718,8 m byl vytipován k výstavbě radarové stanice americké protiraketové obrany, pokud by bylo o jeho výstavbě v ČR kladně rozhodnuto (viz radar v Brdech).
- Právě v severozápadních svazích bezejmenného vrchu na tzv. Zlatém potoce, se nacházejí zbytky Teslínského kláštera, zničeného v roce 1421 husity.
- Jedná se o jednu z nejnavštěvovanějších oblastí Brd (v období první republiky zde byla i poměrně frekventovaná rekreační oblast), která ležela ve Vojenském újezdu Brdy a vstup sem nebyl oficiálně povolen, nyní se nachází v chráněné krajinné oblasti Brdy. Od 1. 6. 2008 vede z obce Trokavec cyklostezka na hráz Hořejšího Padrťského rybníka), která dále pokračuje do Bukové u Rožmitálu pod Třemšínem s odbočkou do obce Teslíny. Cyklostezka byla přístupná o víkendech a svátcích, od roku 2017 stále.
- Rašeliniště v okolí Padrťských rybníků jsou největší v Brdech. Některými necitlivými zásahy však nyní dochází k jejich rozpadu.